# Triple-A-Syndrom
Das Triple-A-Syndrom (TAS) ist eine sehr seltene angeborene Erkrankung mit gleichzeitigem Auftreten von adrenokortikaler Insuffizienz (Morbus Addison), Achalasie und fehlender Bildung von Tränenflüssigkeit (Alakrimie).
Synonyme sind: Allgrove-Syndrom; 2A-Syndrom; 3A-Syndrom; 4A-Syndrom; AAA-Syndrom; Achalasie-Addisonismus-Alakrimie-Syndrom
Die Namensbezeichnung bezieht sich auf den Erstautor der Erstbeschreibung aus dem Jahre 1978 durch J. Allgrove und Mitarbeiter.

## Verbreitung
Die Häufigkeit wird mit unter 1 zu 1.000.000 angegeben, bislang wurden knapp 100 Betroffene beschrieben. Die Vererbung erfolgt autosomal-rezessiv.

## Ursache
Der Erkrankung liegen Mutationen im AAAS-Gen auf Chromosom 12 Genort q13.13 zugrunde, welches für ein Protein im Kernporenkomplex kodiert.

## Klinische Erscheinungen
Klinische Kriterien sind:
- Fehlen der Tränenflüssigkeit, meist erste Auffälligkeit
- Achalasie mit Ess- und Ernährungsstörung
- Nebenniereninsuffizienz, eventuell mit Hypoglykämie und Krampfanfall
- vegetative Funktionsstörungen (Blutdruck und Körpertemperatur, vermehrtes Schwitzen)
- Anisokorie
- Periphere Neuropathie